# Raymond Ndong Sima
Raymond Ndong Sima (n. 23 ianuarie 1955, Oyem, Gabon) este un politician gabonez care a ocupat funcția de prim-ministru al Gabonului între februarie 2012 și ianuarie 2014 și apoi între septembrie 2023 și mai 2025.

## Carieră
Raymond Ndong Sima s-a născut la Oyem, în nordul Gabonului, și a studiat în Franța. În anul 1986, a fost numit în cabinetul ministrului Planificării și Economiei, unde a fost responsabil de ajustarea structurală și de relațiile cu Fondul Monetar Internațional și Banca Mondială. În 1992, a fost numit director general al Economiei; a deținut această funcție până în 1994, continuând să se ocupe în paralel de ajustarea structurală. Ulterior, între 1994 și 1998, a fost director general al Hévégab, o companie de stat specializată în producția de cauciuc.
La 17 octombrie 2009, Ndong Sima a fost numit ministru al Agriculturii, Creșterii animalelor și Dezvoltării rurale.
În alegerile legislative din decembrie 2011, în care Partidul Democrat Gabonez (PDG) a obținut o majoritate covârșitoare, Ndong Sima a fost ales deputat în Kyé, provincia Woleu-Ntem.
Prim-ministrul Paul Biyoghé Mba a demisionat la 13 februarie 2012, iar președintele Ali Bongo⁠(d) l-a numit pe Ndong Sima în funcția de prim-ministru la 27 februarie 2012. Numirea sa a fost remarcabilă deoarece, în mod tradițional, funcția de prim-ministru revenea unui etnic Fang din provincia Estuaire, în timp ce Ndong Sima era originar din Woleu-Ntem, în nord—deși și el aparținea etniei Fang. Înainte de numirea sa, Ndong Sima nu era considerat o figură politică de prim-plan.
A ocupat funcția de prim-ministru timp de aproape doi ani. După alegerile locale din decembrie 2013, președintele Bongo l-a numit pe Daniel Ona Ondo⁠(d) pentru a-l înlocui pe Ndong Sima la 24 ianuarie 2014. Ona Ondo a preluat oficial funcția în cadrul unei ceremonii de predare-primire la 27 ianuarie.
În iulie 2015, Raymond Ndong Sima a părăsit Partidul Democrat Gabonez (PDG), acuzând formațiunea că nu acceptă critica și punctele de vedere diferite. De asemenea, a criticat modul în care guvernul a gestionat finanțele publice după plecarea sa din funcție. Secretarul general al PDG, Faustin Boukoubi, a reacționat calificându-l pe Ndong Sima drept un oportunist și susținând că PDG-ul este un partid democratic în interiorul său.
După demisia din partid, Ndong Sima a candidat de două ori împotriva lui Ali Bongo la alegerile prezidențiale, în 2016 și 2023, dar a fost înfrânt de fiecare dată, obținând mai puțin de 0,5% din voturi. În urma loviturii de stat din Gabon din 2023, el a fost numit din nou prim-ministru, de această dată în fruntea unui guvern de tranziție, de către președintele interimar Brice Clotaire Oligui Nguema, la 7 septembrie 2023. Din acest guvern a făcut parte și PDG, în calitate de partid membru. La 4 mai 2025, Ndong Sima și-a dat demisia, marcând astfel sfârșitul guvernului de tranziție.